# Savara longipectinata
Savara longipectinata är en fjärilsart som beskrevs av Louis Beethoven Prout 1922. Savara longipectinata ingår i släktet Savara och familjen nattflyn. Inga underarter finns listade.